# 1882 Rauma

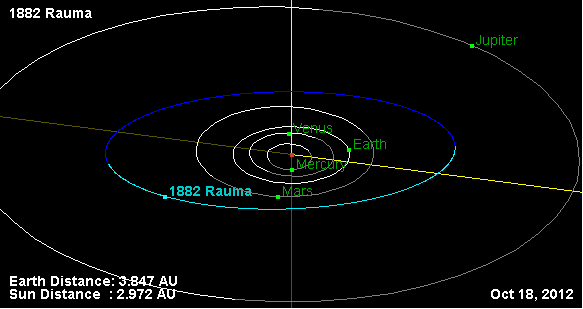

1882 Rauma è un asteroide della fascia principale. Scoperto nel 1941, presenta un'orbita caratterizzata da un semiasse maggiore pari a 3,0053270 UA e da un'eccentricità di 0,0991412, inclinata di 9,48582° rispetto all'eclittica.